# San Francisco (Southern Leyte)
San Francisco ist eine philippinische Stadtgemeinde in der Provinz Southern Leyte. Sie hat 13.402 Einwohner (Zensus 1. August 2015).

## Baranggays
San Francisco ist politisch in 22 Baranggays unterteilt.
| - Anislagon - Bongbong - Central (Pob.) - Dakit (Pob.) - Habay - Marayag - Napantao - Pinamudlan - Santa Paz Norte - Santa Paz Sur - Sudmon | - Tinaan - Tuno - Ubos (Pob.) - Bongawisan - Causi - Gabi - Cahayag - Malico - Pasanon - Punta - Santa Cruz |

## Geschichte
Im Dezember 2003 zerstörte ein Erdrutsch große Teile von San Francisco, bis zu 209 Menschen wurden dabei getötet.